# Казавиаспас
Казавиаспас (каз. Қазавиақұтқару) — казахстанская государственная авиакомпания, авиационная служба Министерства по чрезвычайным ситуациям Республики Казахстан, которая участвует в ликвидации последствий чрезвычайных ситуаций.

## История
Предшественником авиакомпании «Казавиаспас» считается авиационный отдел, образованный в феврале 2002 года в составе республиканского государственного предприятия «Орт сондируши» при МЧС Республики Казахстан. 26 августа 2002 года в составе этого предприятия была сформирована Казахская авиационная служба пожаротушения и аварийного спасения. 25 января 2005 года постановлением Правительства Республики Казахстан № 53 было официально сформировано Республиканское государственное предприятие на праве хозяйственного ведения «Казавиаспас».
26 апреля 2011 года в соответствии с постановлением Правительства РК и приказом Комитета по государственному имуществу и приватизации Министерства финансов РК РГП «Казавиаспас» было преобразовано в акционерное общество со стопроцентным участием государства в уставном капитале.

## Деятельность
«Казавиаспас» оказывает авиационные услуги Министерству по чрезвычайным ситуациям РК в области предупреждения и ликвидации последствий чрезвычайных ситуаций, а также занимается иной хозяйственной деятельностью в сфере гражданской авиации. Воздушные суда МЧС РК участвуют в спасательных операциях, доставляя по воздуху гуманитарные грузы, перебрасывая спасательные отряды и спецтехнику. В частности, авиация участвует в облёте паводковых зон и горных склонов Алматы для проведения разведки и оценки паводковой и ледовой обстановки; обеспечивает проведение восстановительных работ; занимается тушением лесных и степных пожаров; участвует в операциях по спасению терпящих бедствие рыбаков.
За время существования «Казавиаспаса» его самолёты доставили 154 т гуманитарных грузов в иностранные государства (в том числе в Пакистан и Японию), а также участвовали в эвакуации казахских туристов на родину из Турции. В наши дни компания занимается также развитием беспилотной авиации в Казахстане для решения задач ЧС.

## Авиапарк

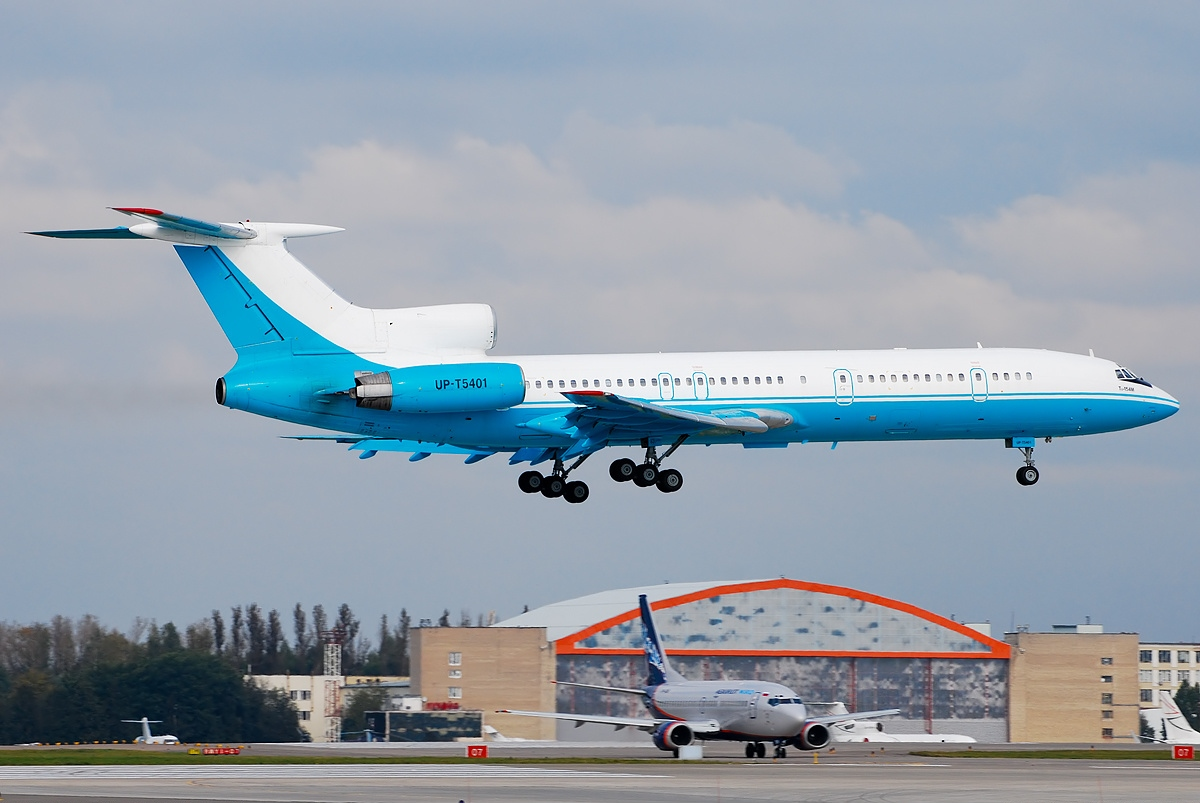
Ту-154М (номер UP-T5401)

На август 2019 года в авиапарк «Казавиаспаса» входили три самолёта — один Ил-76ТД, один Ту-134А3 и один Ту-154ПМ.  В 2021 году сообщалось об использовании компанией вертолётов типа Ми-171, Ми-8Т, Ми-8МТВ, Ми-17В-5, Ми-26, Airbus ЕС-145 и Ка-32А11ВС для разных операций от поисково-спасательных и тушения пожаров до эвакуации населения и имущества из зон ЧС и доставки гуманитарной помощи.
В 2023 году в активах компании находились 33 вертолёта (11 машин Ми-8, 20 машин производства Eurocopter и два вертолёта Ка-32). В частности, в авиапарк компании входят вертолёты типа EC 134. Из них 23 вертолёта находились в полной лётной годности, 9 были задействованы на регламентных работах, а один Ми-8 планировалось передать в Академию гражданской авиации в качестве учебного пособия. 

## Происшествия и скандалы
23 февраля 2023 года при облёте магистрального нефтепровода в 6 км от местечка Чапурино Западно-Казахстанской области разбился Ми-8 авиакомпании «Казавиаспас» выпуска 2022 года. Погибли четыре человека.
В июне 2023 года тогдашний генеральный директор компании «Казавиаспас» Болат Абайдильдинов в интервью Orda.kz рассказал о том, что на момент его прихода в 2020 году у компании было немало проблем: общая задолженность составляла в 1,5 млрд тенге при том, что на счетах было не более 5 млн тенге, а выход вертолётов не превышал 40%. Гендиректор перенёс закуп и ремонт на 405-й авиаремонтный завод и компанию «Еврокоптер инжиниринг», чтобы обеспечить приобретение товаров через госзакупки. Также ему удалось заключить с российской компанией «Ютэйр» договор об авиационных работах: российская компания начала использовать Ми-26 и заниматься его техобслуживанием, что позволило казахской компании заработать на этом, а после истечения срока эксплуатации Ми-26 «Казавиаспас» выгодно его продал.
По словам Абайдильдинова, за три года доходы компании выросли в три раза, но в то же время ряд сотрудников выражали недовольство несоблюдением мер безопасности при проведении полётов. Говоря об обеспечении безопасности, гендиректор заявил о росте расходов на обучение пилотов в три раза, а среди результатов в 2023 году указал первую для компании подготовку двух пилотов-экзаменаторов и пилотов-инструкторов. Также компания приобрела ряд инфраструктурных объектов (в т.ч. офисное здание и земля в аэропортах для строительства инфраструктуры).

## Директора
- Болат Абайдильдинов[1]
- Даулет Мамеков (с 13 ноября 2023)[10]
- Ержан Жакенов (с 19 февраля 2024)[11]
- Алпамыс Камалов (с 10 сентября 2024)[12]